# Fryderyk Ludwik Wittelsbach (Pfalz-Zweibrücken)
Fryderyk Ludwik Wittelsbach (ur. 27 października 1619 w Heidelbergu  – zm. 11 kwietnia 1681 w Moschellandsbergu) – hrabia palatyn i książę Palatynatu-Zweibrücken.

## Życiorys
Syn Fryderyka Kazimierza Wittelsbacha i Emilii Antwerpiany Orańskiej. Jego dziadkami byli: Jan I Wittelsbach i Magdalena, księżniczka Jülich-Kleve-Berg oraz Wilhelm I Orański i Charlotta de Burbon.
Fryderyk Ludwik objął władzę w czasie wojny trzydziestoletniej. Kraj pogrążony był w chaosie, administracja i infrastruktura księstwa nie istniały. Fryderyk zajął się więc odbudową kraju, propagował działalność gospodarczą.
14 listopada 1645 roku w Düsseldorfie poślubił Julianę Wittelsbach. Juliana urodziła 14 dzieci:
- Karola Fryderyka (1646)
- Wilhelma Ludwika (1648-1675) - ożenił się z Charlottą Fryderyką Wittelsbach, córką Fryderyka,
- córkę (1648-1649)
- syna (1650)
- Gustawa Jana (1651-1652)
- córkę (1652)
- Charlottę Amalię (1653-1707) - wyszła za Jana Filipa Isenburg-Offenbach (1665–1718)
- Luizę Magdalenę (1654-1672)
- Marię Zofię (1655-1659)
- Elżbietę Christinę (1656-1707) - wyszła za hrabiego Emicha XIV Leiningen (1649–1684), oraz hrabiego Krzysztofa Fryderyka Dohna-Lauck (1652–1734)
- Karola Kazimierza (1658-1673)
- Julianę Eleonorę (1661-1662)
- Jana (1662-1665)

W 1661 roku zmarł Fryderyk Wittelsbach książę Palatynatu-Zweibrücken-Veldenz, jego spadkobiercą został Fryderyk Ludwik.
Natychmiast po śmierci Juliany w 1672 roku zawarł małżeństwo morganatyczne z Marią Elżbietą Hepp (1635-1722), ich dzieci otrzymały tytuł baronów Fürstenwärther und Burgsassen zu Odenbach:
- Wilhelm Fryderyk (1673-1732)
- Karol (1674-1758)
- Filip Ludwik (1676-1724)
- Maria Elżbieta (1679-1681)

Po śmierci najstarszego syna Wilhelma Ludwika, Fryderyk nie miał potomka, który mógłby odziedziczyć jego księstwo (dzieci z morganatycznego związku nie miały prawa dziedziczenia). Jego spadkobiercą został król Szwecji Karol XI Wittelsbach.